# Cantó de 'Neiçon
El cantó de 'Neiçon és un cantó francès del departament de l'Alta Viena, situat al districte de Llemotges. Té 9 municipis i el cap és 'Neiçon.

## Municipis
- Janalhac
- Melhac
- La Meisa
- 'Neiçon
- Rilhac las Tors
- La Ròcha l'Abelha
- Sent Alari las Plaças
- Sent Mauseris
- Sent Prèch Ligora

## Història
| Data d'elecció                           | Identitat      | Partit | Qualitat |
| ---------------------------------------- | -------------- | ------ | -------- |
| 1967-1985                                | Pierre Rabaud  | PS     |          |
| 1985-1998                                | René Rebière   | PS     |          |
| 1998-                                    | Daniel Faucher | PS     |          |
| les dades anteriors no són pas conegudes |                |        |          |
|                                          |                |        |          |

## Demografia
| 1962  | 1968  | 1975  | 1982  | 1990  | 1999  | 2006  |
| ----- | ----- | ----- | ----- | ----- | ----- | ----- |
| 6.949 | 7.558 | 6.997 | 6.958 | 6.533 | 6.618 | 7.206 |